# Luís Fróis
Luís Fróis   (Lisboa, 1532 - Nagasaki, 8 de juliol de 1597) va ser un missioner portuguès. És considerat el primer cronista europeu del Japó.
Fróis va néixer a Lisboa l'any 1532. Va ser educat a la cort del rei Joao, on un parent proper exercia com a escrivà. De ben jove va començar a treballar per a la Secretaria Reial. El 1548 es va unir a la Companyia de Jesús, viatjant a l'Índia portuguesa per estudiar al Col·legi de Sant Pau de Goa. Va arribar a Goa el 4 de setembre de 1548.
El 1563 va viatjar al Japó per predicar l'Evangeli, i l'any següent va arribar a Kyoto, on es va reunir amb Ashikaga Yoshiteru, que llavors era shogun. En 1569 es va fer amic d'Oda Nobunaga i va romandre a la seva residència personal a Gifu mentre escrivia llibres per un temps.
Entre les seves obres hi ha un Tractat (1585) en el qual es recullen algunes breus comparacions dels comportaments entre els pobles d'Europa i aquella província del Japó ("Tratado em que se contêm muito sucinta e abreviadamente algumas contradições e diferenças de costumes entre a gente de Europa e esta província de Japão").